# 卡爾維斯塔 (堪薩斯州)
卡爾維斯塔（英語：Kalvesta）為位在美國堪薩斯州芬尼縣的非建制地區。該鎮鄰近156號堪薩斯州州道，沿著此公路往北北東方向約29（18英里）可到達錫馬龍。

## 歷史
卡爾維斯塔這個地名源自希臘語「kalos」，其意為「美麗的」，另外維斯塔（Vesta）乃爐灶和家庭的羅馬女神。
卡爾維斯塔的郵政局於1880年代設立，直到1998年結束營運。

## 氣候
夏季高溫潮濕、冬季通常溫和涼爽為該地區之氣候特徵，據柯本气候分类法，卡爾維斯塔屬於副热带湿润气候（簡稱Cfa）。